# Concursus causarum lucrativarum
Concursus causarum lucrativarum (zbieg tytułów nieodpłatnych) – w prawie rzymskim sposób umorzenia zobowiązań ipso iure polegający na tym, że wierzyciel otrzymał nieodpłatnie rzecz oznaczoną indywidualnie, która należała mu się na podstawie innej darmej czynności prawnej.